# Coupe du monde de rugby à XIII 1970
Navigation
Édition précédente Édition suivante
La Coupe du monde de rugby à XIII 1970 (5e édition) s'est déroulée du 21 octobre au 8 novembre en Angleterre deux ans après la précédente édition. Il s'agit de la plus importante des compétitions internationales de rugby à XIII mettant aux prises des sélections nationales, organisée par Rugby League International Federation (RLIF).
La compétition comprend deux phases, une sous forme de championnat entre les quatre participants (Angleterre, Australie, France et Nouvelle-Zélande) puis les deux premiers de cette phase s'affrontent pour une finale. L'Australie, qui avait pourtant été battue deux fois en première phase, s'impose en finale 12 à 7 contre la Grande-Bretagne au Headingley Rugby Stadium de Leeds alors que cette dernière avait terminé première et invaincue du championnat.

## Les équipes

### France
| Nom               | Âge | Matchs (Ptsmarqués) pendant l'édition | Club                    |
| ----------------- | --- | ------------------------------------- | ----------------------- |
| Roger Biffi       | 27  | 2 (0)                                 | R.C. Saint-Gaudens      |
| Elie Bonal        | 25  | 2 (3)                                 | A.S. Carcassonne        |
| Floreal Bonet     | 24  | 3 (0)                                 | R.C. Albigeois          |
| Jacques Cabero    | 23  | 3 (0)                                 | XIII Catalan            |
| Jean Capdouze     | 28  | 3 (15)                                | XIII Catalan            |
| Jean-Pierre Clar  | 28  | 3 (0)                                 | U.S.Villeneuve          |
| Roger Coquand     | 27  | 0 (0)                                 | A.S. Carcassonne        |
| Gérard Crémoux    | 26  | 1 (0)                                 | U.S.Villeneuve          |
| Jean-Claude Cros  | 29  | 3 (0)                                 | R.C. Albigeois          |
| Francis de Nadaï  | 23  | 3 (0)                                 | XIII Limouxin           |
| Roger Garrigue    | 29  | 2 (2)                                 | Toulouse olympique XIII |
| Jacques Gruppi    | 29  | 1 (0)                                 | U.S.Villeneuve          |
| Germain Guiraud   | 21  | 1 (0)                                 | A.S. Carcassonne        |
| Serge Marsolan    | 25  | 3 (12)                                | R.C. Saint-Gaudens      |
| Hervé Mazard      | 26  | 2 (0)                                 | F.C. Lézignan           |
| Michel Molinier   | 23  | 3 (0)                                 | R.C. Saint-Gaudens      |
| Daniel Pellerin   | 28  | 2 (0)                                 | U.S.Villeneuve          |
| André Ruiz        | 23  | 2 (0)                                 | A.S. Carcassonne        |
| Christian Sabatié | 29  | 3 (0)                                 | U.S.Villeneuve          |

## Résultats

### Tournoi
| Tournoi |                  |   |   |   |   |    |    |     |     |
|         | Équipe           | J | V | N | D | PP | PC | Δ   | Pts |
| 1       | Grande-Bretagne  | 3 | 3 | 0 | 0 | 44 | 21 | +23 | 6   |
| 2       | Australie        | 3 | 1 | 0 | 2 | 66 | 39 | +27 | 2   |
| 3       | France           | 3 | 1 | 0 | 2 | 32 | 37 | -5  | 2   |
| 4       | Nouvelle-Zélande | 3 | 1 | 0 | 2 | 44 | 89 | -45 | 2   |

| mer. 21 oct. | Australie       | 47 - 11 | Nouvelle-Zélande | Central Park, Wigan             |
| sam. 24 oct. | Grande-Bretagne | 11 - 4  | Australie        | Headingley Rugby Stadium, Leeds |
| dim. 25 oct. | France          | 15 - 16 | Nouvelle-Zélande | The Boulevard, Hull             |
| mer. 28 oct. | Grande-Bretagne | 6 - 0   | France           | Wheldon Road, Castleford        |
| sam. 31 oct. | Grande-Bretagne | 27 - 17 | Nouvelle-Zélande | Station Road, Swinton           |
| dim. 1 nov.  | Australie       | 15 - 17 | France           | Odsal Stadium, Bradford         |

### Finale
| 8 novembre 1970 | Australie | 12 - 7 | Grande-Bretagne | Headingley Rugby Stadium, Leeds 18 776 spectateurs Arbitre : F. Lindop |
| 8 novembre 1970 |           |        |                 | Headingley Rugby Stadium, Leeds 18 776 spectateurs Arbitre : F. Lindop |
| 8 novembre 1970 |           |        |                 | Headingley Rugby Stadium, Leeds 18 776 spectateurs Arbitre : F. Lindop |